# Friedrich von Balluseck
Friedrich „Fritz“ Karl Hugo Viktor von Balluseck (* 7. September 1908 in Potsdam; † 28. Juni 1989 in Berlin) war ein deutscher Verwaltungsjurist. In der Zeit des Nationalsozialismus war er Kreishauptmann von Tomaszów Mazowiecki und von Jędrzejów. Wegen sexuellen Missbrauchs von Schutzbefohlenen bzw. Kindern wurde er 1957 in Berlin zu sechs Jahren Haft verurteilt.

## Laufbahn
Er war der Sohn des preußischen Hauptmanns Hugo Manfred von Balluseck (1880–1934) und Margarethe Marie Lüders (1886–1970). Balluseck besuchte nach der Vorschule ab Michaelis 1917 das evangelische Viktoria-Gymnasium in Potsdam, wo er am 13. September 1926 die Reifeprüfung bestand. Ab dem Wintersemester 1926/27 studierte er Rechtswissenschaften in Berlin (fünf Semester), Bonn (ein Semester) und Greifswald (zwei Semester). Zum 1. August 1930 trat er der NSDAP bei (Mitgliedsnummer 335.931), 1932 der SA. Balluseck legte am 24. Januar 1931 die erste juristische Prüfung ab und trat zum 1. Oktober 1931 eine Stelle als Gerichtsreferendar an. Im Juli 1932 wurde er in Greifswald an der Rechts- und staatswissenschaftlichen Fakultät bei Ernst Stampe mit der Arbeit Die Stellung der deutschen Spruchfakultäten zur Frage der Geldschuldenzahlung im 17. und 18. Jahrhundert promoviert. Am 3. April 1935 bestand er die große juristische Staatsprüfung.
Am 1. Juli 1935 trat er als probeweise Assessor in den Verwaltungsdienst ein. Er wurde am 1. März 1936 Regierungsassessor am Landratsamt in Simmern, kam zum 1. Januar 1937 als Assessor zur Regierung in Liegnitz und ab dem 1. Januar 1939 war er Assessor beim Stadtpräsidenten in Berlin in der Abteilung für Volks- und Mittelschulen. Zum 1. April 1939 wurde er zum Regierungsrat ernannt.
Nach der Besetzung Polens durch die deutsche Wehrmacht war er von Oktober 1939 bis November 1940 Kreishauptmann von Tomaszów Mazowiecki, danach Kreishauptmann von Jędrzejów bis April 1943. Wegen sexueller Übergriffe gegen polnische Frauen wurde er zur Wehrmacht einberufen. Als Kreishauptmann in Polen war es auch zu sexuellen Missbrauch von Kindern gekommen.
Nach Kriegsende hielt er sich in Berlin mit Gelegenheitsarbeiten über Wasser und arbeitete ab Herbst 1948 als Nachtwächter auf einem Friedhof. Von Oktober 1948 bis Februar 1949 ließ er sich zum evangelischen Religionslehrer (Katechet) ausbilden und war ab Februar 1949 als Religionslehrer an Berliner Schulen tätig. Zugleich war er Justitiar des Verbandes der Mitarbeiter der evangelischen Kirche Berlin-Brandenburg. Ab dem 1. März 1954 arbeitete er im Rang eines Regierungsrats bei der Wohnungsbaukreditanstalt in Berlin.
Am 16. Oktober 1956 wurde Balluseck verhaftet und sieben Monate später, am 17. Mai 1957, wegen sexuellen Missbrauchs von Schutzbefohlenen und sexuellen Missbrauchs von Kindern zu sechs Jahren Zuchthaus und Unterbringung in einer Heil- und Pflegeanstalt verurteilt. Weiter wurde der Verlust der bürgerlichen Ehrenrechte auf fünf Jahre verfügt. Am 19. Februar 1971 wurde er bedingt aus der Nervenklinik entlassen und war danach im Museum Dahlem tätig.